# Sambera
Sambera este o comună rurală din departamentul Dosso, regiunea Dosso, Niger, cu o populație de 36.746 de locuitori (2001).